# Wilfried Eckey

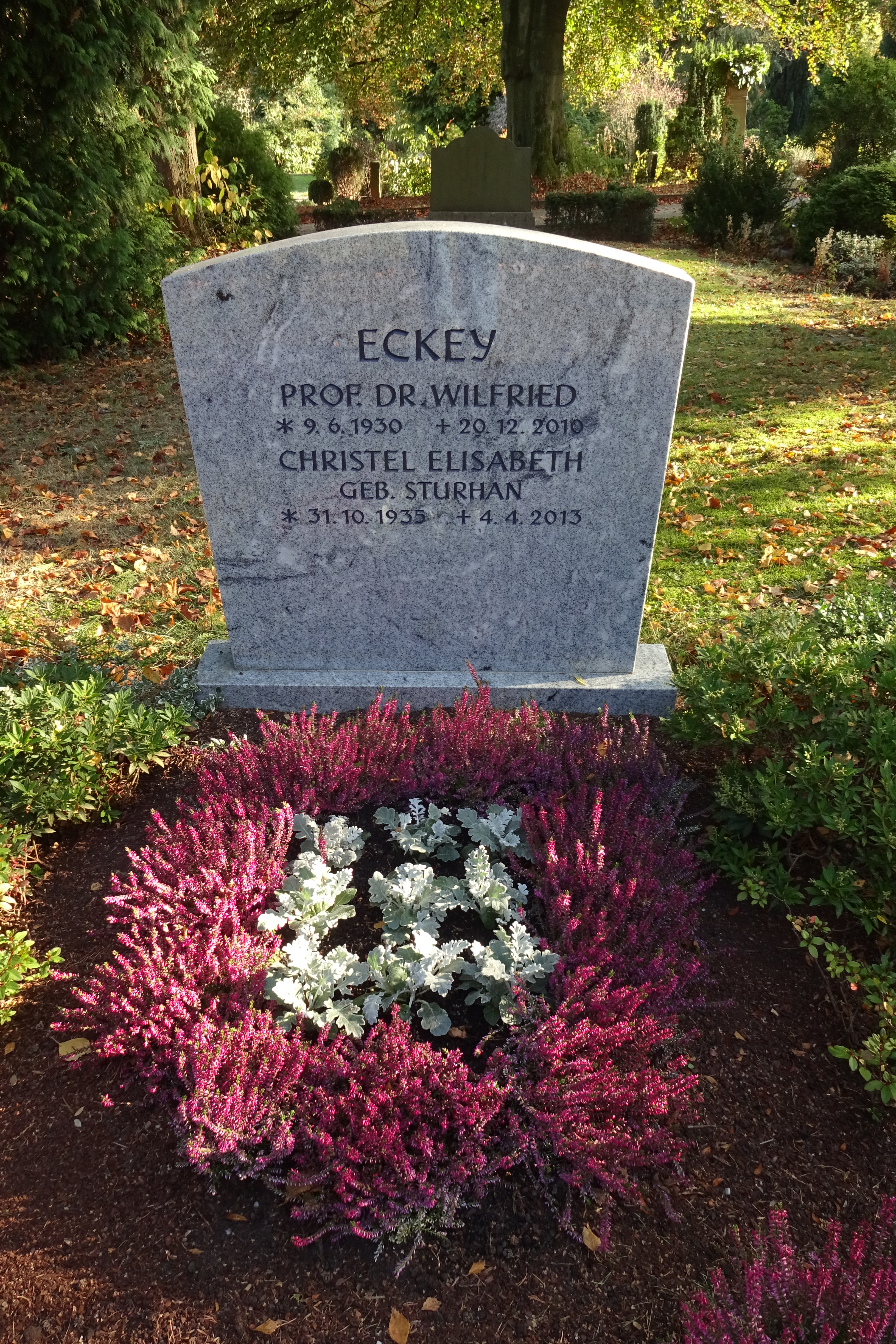
Grabstein auf dem Reformierten Friedhof Hochstraße (Wuppertal)

Wilfried Eckey (* 9. Juni 1930 in Dortmund; † 20. Dezember 2010 in Wuppertal) war ein deutscher evangelischer Theologe (Neutestamentler).

## Leben
Eckey studierte Evangelische Theologie, Pädagogik, Philosophie und Psychologie an der Kirchlichen Hochschule Bethel sowie den Universitäten Erlangen, Tübingen, Göttingen und Münster, wo er 1958 mit einer Dissertation über Der christliche Glaube und die Bildung bei Friedrich Schleiermacher zum Dr. theol. promoviert wurde. Von 1959 bis 1961 war er bei der Evangelischen Kirche von Westfalen im Schuldienst beschäftigt. 1962 wurde er Professor an der Pädagogischen Akademie Wuppertal und amtierte dort auch als Prorektor. An der Pädagogischen Hochschule Rheinland, die in die Wuppertaler Hochschule 1965 aufging, war er 1968/69 Rektor. Als 1972 aus der Wuppertaler Abteilung der PH die Bergische Universität-Gesamthochschule Wuppertal entstand, gehörte er dem Gründungssenat an und hatte für zehn Jahre das Amt des Prorektors für Studium und Lehre inne. Die dortige Professur der Evangelischen Theologie und ihrer Didaktik bekleidete er bis zu seiner Emeritierung 1995. Seine akademische Lehrtätigkeit beendete er erst mit Vollendung des 79. Lebensjahrs. Auch mehrere seiner Werke, z. B. Kommentare zum Markus- und Lukasevangelium, zur Apostelgeschichte und zu einigen Paulusbriefen, entstanden erst im Ruhestand.